# Janot Buchem
Janot oder Jano Buchem (* 12. September 1946 in Verviers; † 3. Juli 2014 in Brüssel) war ein belgischer Jazzmusiker (Kontrabass, E-Bass, auch Gesang).

## Leben und Wirken
Buchem sammelte erste musikalische Erfahrungen, als er Anfang der 1960er Jahre in der Twist-Band The Friends spielte; mit dieser Gruppe veröffentlichte er die Single Crazy Horse. Unter dem Eindruck der Musik Thelonious Monks kam er zum Jazz und intensivierte seine Beschäftigung mit dem Bassspiel. 1972 lernte er Steve Houben kennen, mit dem, Ron Wilson und Jacques und Micheline Pelzer er 1973 die Jazzrock-Formation Open Sky Unit gründete; das gleichnamige Album entstand 1974. Als Mitglied der Band von Jacques Pelzer begegnete er amerikanischen Musikern wie Barry Altschul und Chet Baker. Auch spielte er im Quartett von Art Taylor mit Louis McConnell. Ab 1975 verlagerte er sich auf dem Kontrabass; bei einem USA-Aufenthalt war er 1976 als Student an der Berklee School of Music in Boston. Nach seiner Rückkehr gehörte er der belgisch-amerikanischen Band Solstice um Steve Houben an, an dessen Album Stephane Houben (1977) er beteiligt war. Zudem trat er mit Jon Eardley, John Ruocco, Milou Struvay, Charles Loos und Hal Singer auf. Mit Ron Wilson und Micheline Pelzer bildete er das Tao Trio. In den 1980er Jahren wirkte er im Trio Roots & Fruits mit Biloux Doneux und Pierre Lognay, im Quintett seines Schwagers Steve Houben und in einem Trio mit Félix Simtaine. Weiterhin tourte er mit Plastic Bertrand (mit denen er auch aufnahm), Philippe De Cock, Mimi Verderame, Michel Hatzigeorgiou und Pierre Vaiana. Außerdem arbeitete er mit Babs Gonzales und in der Formation Dodécanagramme um Denis Pousseur. 1984 eröffnete er in Lüttich eine Musikalienhandlung. Ab den 1990er Jahren trat er mit den Bands Smiles to Miles mit Steve und Greg Houben, Jacques Pirotton sowie Stéphan Pougin und seinem Jano Buchem Sextet mit Steve und Greg Houben, Jacques Pirotton und Pascal Mohy auf. Er betätigte sich auch als Theaterkomponist.

## Lexikalischer Eintrag
- Émile Henceval: Dictionnaire du jazz à Bruxelles et en Wallonie. Liège: Pierre Mardaga, 1991.